# Renée Gailhoustet

Ensemble Marat (1986)

Renée Gailhoustet (* 15. September 1929 in Oran, Französisch-Nordafrika; † 4. Januar 2023) war eine französische Architektin und Stadtplanerin, die durch ihre Sozialwohnungsbauten in der Pariser Banlieue bekannt wurde.
Beeinflusst von den Ideen von Team 10 leitete sie die Stadterneuerung in Ivry-sur-Seine. Hierbei lehnte sie die in den großen Wohnanlagen der Zeit vorherrschenden Prinzipien der Funktionstrennung gemäß der Charta von Athen ausdrücklich zugunsten einer Nutzungsvielfalt ab.

## Leben
Renée Gailhoustet studierte zunächst Literaturwissenschaft an der Sorbonne, danach seit 1952 an der École nationale supérieure des beaux-arts de Paris. Sie trat in das Atelier von Marcel Lods ein, welches damals als Einziges bereits war, eine  Studentin zu akzeptieren. Dort lernte sie Jean Renaudie kennen, mit dem sie bis 1968 eine Beziehung hatte, aus der zwei Töchter hervorgingen. Während ihrer Universitätskarriere waren beide in der Kommunistischen Partei Frankreichs. 1958 begann sie, bei Jean Faugeron zu arbeiten und 1961 machte sie ihr Diplom als Architektin zum Thema Sozialwohnungen.
Sie begann ihre Arbeitstätigkeit im Planungs- und Bauamt von Seine-et-Oise unter der Leitung von Roland Dubrulle, der sich seit 1962 mit Stadterneuerungsplänen für Ivry-sur-Seine befasste. 1969 übernahm sie auf seine Empfehlung die Position der Chefarchitektin dieser Stadt und lud Jean Renaudie ein, an dem Großprojekt teilzunehmen, das sich über 30 Jahre hinzog.
Von 1973 bis 1975 lehrte sie an der École Spéciale d’Architecture. Sie lebte jahrzehntelang in dem von ihr entworfenen Komplex Le Liegat.

## Einflüsse
Gailhoustet wurde von den neuartigen Konzepten von Team 10, von den Ideen von Georges Candilis, Alexis Josic und Shadrach Woods, mit denen sie zusammenarbeitete, sowie den unveröffentlichten Überlegungen von Jean Renaudie beeinflusst. Letzterer vertrat die Devise „La ville est une combinatoire“; eine Stadt sei durch typologische Vielfalt und Ausstattung, gemeinsame Dienstleistungen, öffentliche Räume und Geschäfte zu gestalten. Eine Mischnutzung begünstige Begegnungen, Austausch und Wohlbefinden. Gailhoustets Architektur war geprägt von der terrassierten Bauweise, wobei die Erdgeschosse vielfach für Geschäfte genutzt wurden.
Fast alle Projekte von Gailhoustet befanden sich in den Vororten von Paris, insbesondere in Ivry-sur-Seine. Weiter gab es Bauten in Villejuif, Romainville und Villetaneuse. Bemerkenswert sind auch die 1984 fertiggestellte Entwicklung des Stadtteils La Maladrerie in Aubervilliers, die 2008 vom Kultusministerium zum Patrimoine du XXe siècle erklärt wurde; ferner die Erneuerung des Ilot Basilique in Saint-Denis (1981–1985), sowie zwei städtebauliche Studien für Réunion.

## Bauten in Ivry
- 1968: Tour Raspail ⊙
- 1970: Tour Lenine ⊙
- 1973: Cité Spinoza ⊙
- 1976: Tour Jeanne Hachette ⊙
- 1976: Tour Casanova ⊙
- 1982: Ensemble Le Liegat ⊙
- 1986: Ensemble Marat ⊙

## Auszeichnungen
- 2019: Großer Kunstpreis Berlin der Akademie der Künste Berlin[3]
- 2022: Royal Academy Architecture Award[4]

## Veröffentlichungen
- Des racines pour la ville. Éditions de l’Épure, 1998
- Éloge du logement. Éditions Massimo Riposati, 1993
- Le panoramique et l’Observatoire de la ville. Éditions Ne Pas Plier, 2000